# Reciprokrács

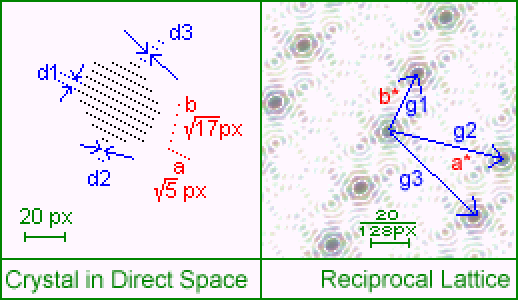
Egy kétdimenziós rács (balra) és annak reciprokrácsa (jobbra).

A szilárdtestfizikában reciprokrácsnak nevezzük azt a rácsot, melyet egy direkt térbeli rács (például egy Bravais-rács) Fourier-transzformálásával kapunk. A direkt rács jellemzően pontok periodikus szerkezete a valós térben, mely a kristály geometriai absztrakciója, míg a reciprokrács a reciproktérben (más kifejezéssel momentumtérben, hullámszámtérben vagy k-térben) adható meg. A reciprokrács reciprokrácsa (a Fourier-transzformáció jellemzőiből adódóan) maga a direkt rács.
A reciprokrács nem pusztán elméleti konstrukció, az anyagtudományban és a kristálytanban igen gyakran meghatározzák. Gyakori példák a diffrakciós kísérletek értelmezése a reciprokrács segítségével, az Ewald-szerkesztés, a rácssíkok, irányok jellemzése Miller-indexekkel, stb.

## Matematikai háttér
Tekintsük az R direkttérbeli rácsvektorok által kijelölt R pontokat, melyek egy Bravais-rácsot alkotnak. Egy síkhullám hullámegyenlete ekkor:
{\displaystyle e^{i\mathbf {K} \cdot \mathbf {r} }=\cos {(\mathbf {K} \cdot \mathbf {r} )}+i\sin {(\mathbf {K} \cdot \mathbf {r} )}}.
Ha ennek a síkhullámnak a periódusa megegyezik a Bravais-rács periódusával, akkor érvényes a következő egyenlet:
{\displaystyle e^{i\mathbf {K} \cdot \mathbf {(r+R)} }=e^{i\mathbf {K} \cdot \mathbf {r} }},
{\displaystyle e^{i\mathbf {K} \cdot \mathbf {r} }\cdot e^{i\mathbf {K} \cdot \mathbf {R} }=e^{i\mathbf {K} \cdot \mathbf {r} }},
{\displaystyle \Rightarrow e^{i\mathbf {K} \cdot \mathbf {R} }=1}.
Megadhatjuk a reciprokrácsot azon K vektorok halmazaként, melyek teljesítik a fenti összefüggést az összes R direktrács-vektorral. A reciprokrács szintén Bravais-rács lesz, melynek reciproka ismét visszaadja a direkt rácsot.
Egy {\displaystyle (\mathbf {a_{1}} ,\mathbf {a_{2}} )} primitív rácsvektorokkal megadott végtelen kétdimenziós rács reciprokrácsának rácsvektorai az alábbiak szerint fejezhetők ki:
{\displaystyle \mathbf {b_{1}} =2\pi {\frac {({\hat {x}}\otimes {\hat {y}}-{\hat {y}}\otimes {\hat {x}})\mathbf {a_{2}} }{\mathbf {a_{1}} \cdot ({\hat {x}}\otimes {\hat {y}}-{\hat {y}}\otimes {\hat {x}})\mathbf {a_{2}} }}},
{\displaystyle \mathbf {b_{2}} =2\pi {\frac {({\hat {y}}\otimes {\hat {x}}-{\hat {x}}\otimes {\hat {y}})\mathbf {a_{1}} }{\mathbf {a_{2}} \cdot ({\hat {y}}\otimes {\hat {x}}-{\hat {x}}\otimes {\hat {y}})\mathbf {a_{1}} }}},
ahol "{\displaystyle \otimes }" tenzorszorzatot jelöl az {\displaystyle {\hat {x}}} és {\displaystyle {\hat {y}}} egységvektorok között.
A {\displaystyle (\mathbf {a_{1}} ,\mathbf {a_{2}} ,\mathbf {a_{3}} )}, primitív rácsvektorokkal megadott háromdimenziós rács reciprokrács-bázisvektorai az alábbiak szerint adható meg:
{\displaystyle \mathbf {b_{1}} =2\pi {\frac {\mathbf {a_{2}} \times \mathbf {a_{3}} }{\mathbf {a_{1}} \cdot (\mathbf {a_{2}} \times \mathbf {a_{3}} )}}},
{\displaystyle \mathbf {b_{2}} =2\pi {\frac {\mathbf {a_{3}} \times \mathbf {a_{1}} }{\mathbf {a_{2}} \cdot (\mathbf {a_{3}} \times \mathbf {a_{1}} )}}},
{\displaystyle \mathbf {b_{3}} =2\pi {\frac {\mathbf {a_{1}} \times \mathbf {a_{2}} }{\mathbf {a_{3}} \cdot (\mathbf {a_{1}} \times \mathbf {a_{2}} )}}}.
A nevezők itt vegyes szorzatok. Ugyanez kifejezhető másféleképpen is, ha a vektorokat oszlopvektorként tekintve mátrix-formalizmust használunk, ekkor a reciprokrács-bázisvektorok mártix invertálással fejezhetők ki:
{\displaystyle \left[\mathbf {b_{1}} \mathbf {b_{2}} \mathbf {b_{3}} \right]^{T}=2\pi \left[\mathbf {a_{1}} \mathbf {a_{2}} \mathbf {a_{3}} \right]^{-1}.}
Ez utóbbi definíció lehetőséget ad a magasabb dimenziók esetére való általánosításra, míg a vegyes szorzaton alapuló definíció inkább a háromdimenziós esetben célszerű, így az elterjedtebb a kristálytanban és az anyagtudományos méréstechnikában.
A fentivel analóg módon úgy is definiálhatjuk a reciprokrács-vektorokat, hogy a {\displaystyle 2\pi } konstans előtagot a {\displaystyle e^{2\pi i\mathbf {K} \cdot \mathbf {R} }=1} feltételben vesszük figyelembe, amivel a reciproktérbeli bázis vektorai:
{\displaystyle \mathbf {b_{1}} ={\frac {\mathbf {a_{2}} \times \mathbf {a_{3}} }{\mathbf {a_{1}} \cdot (\mathbf {a_{2}} \times \mathbf {a_{3}} )}}},
alakba írhatók (a többi vektor ezzel analóg). Ennek a definíciónak, melyet a kristálytani gyakorlatban gyakran alkalmaznak, az az előnye, hogy a {\displaystyle \mathbf {b_{1}} } vektor hossza ekkor éppen {\displaystyle \mathbf {a_{1}} } hosszának reciproka lesz. Ekkor a reciprokrács-vektor valójában térfrekvenciaként fogható fel, melyhez könnyebb szemléletes fizikai magyarázatot adni. Adott alkalmazásban ügyelni kell rá, hogy a fenti két definíció közül mindig csak az egyiket alkalmazzuk.
A reciprokrács egy fontos alkalmazása, hogy annak egy (hkl) koordinátájú pontja direkt térbeli rácssíkoknak és ezekre merőleges rácsirányoknak feleltethető meg. A (hkl) indexeket Miller-indexeknek nevezzük. A reciprokrács-vektor hossza a direkt rács adott rácssíkjára merőleges rácssík-távolsággal hozható összefüggésbe
A reciprokrács a kristályanalitika egy alapvető fogalma, melyet a gyakorlatban is gyakran alkalmaznak például a diffrakciós vizsgálatok eredményeinek értelmezésére, például a röntgen-, elektron- és neutrondiffrakciós vizsgálatokban. A szórási kísérletekben a beeső és szórt nyaláb hullámszámának különbsége reciprok-rácsvektor, így a diffrakciós képből a reciprokrácsról nyerhető közvetlen információ.
A szilárdtestfizikában gyakran említett, a szilárdtestek jellemzőinek megértését szolgáló Brillouin-zóna valójában a reciprokrács Wigner–Seitz-cellája.

## Néhány egyszerű rács reciprokrácsa

### Egyszerű köbös rács
Az egyszerű köbös Bravais-rácsnak, melynek primitív cellája {\displaystyle a} élhosszúságú kocka, a reciprokrácsa szintén köbös rács {\displaystyle {\begin{matrix}{\frac {2\pi }{a}}\end{matrix}}} élhosszúsággal (a kristálytani definícióban ez {\displaystyle {\begin{matrix}{\frac {1}{a}}\end{matrix}}}). Ezért azt mondhatjuk, hogy a kockarács önmaga duálisa.

### Lapcentrált és tércentrált köbös rácsok viszonya
A lapcentrált köbös Bravais-rács (FCC) reciprokrácsa tércentrált köbös Bravais-rács (BCC). Ugyanígy, az összefüggés fordítva is teljesül.
Könnyen belátható továbbá, hogy csak a páronként 90 fokot bezáró {\displaystyle (\mathbf {a_{1}} ,\mathbf {a_{2}} ,\mathbf {a_{3}} )} bázisvektorokkal jellemezhető rácsokra (azaz az ortorombos, a tetragonális és a kockarács esetén) teljesül, hogy a {\displaystyle (\mathbf {b_{1}} ,\mathbf {b_{2}} ,\mathbf {b_{3}} )} reciprokrács-bázisvektorok párhuzamosak a direktrács rácsvektoraival.

### Egyszerű hexagonális rács
Az egyszerű, a és c rácsállandókkal jellemzett hexagonális rács reciprokrácsa szintén egyszerű hexagonális rács, melynek rácsállandói {\displaystyle {\begin{matrix}{\frac {2\pi }{c}}\end{matrix}}} illetve {\displaystyle {\begin{matrix}{\frac {4\pi }{a{\sqrt {3}}}}\end{matrix}}} és ezeka direkt rácsbeli c tengely körül 30°-kal elforgatottak.

## A reciprokrács reciprokrácsára vonatkozó tétel bizonyítása
A következőkben megmutatjuk, hogy egy direkt rács reciprokrácsának reciprokrácsa maga a direkt rács.
Tudjuk, hogy a Bravais-rácsvektorok zártak a vektorok összeadására és kivonására, azaz rácsvektorok összege és különbsége is rácsvektor. Ekkor ha tekintünk két rácsvektort, melyekre
{\displaystyle e^{i\mathbf {K_{1}} \cdot \mathbf {(R)} }=1},
és
{\displaystyle e^{i\mathbf {K_{2}} \cdot \mathbf {(R)} }=1},
akkor a két vektor {\displaystyle \mathbf {K_{1}} \pm \mathbf {K_{2}} } összegére és különbségére is fennáll az összefüggés, azaz
{\displaystyle e^{i\mathbf {(K_{1}+K_{2})} \cdot \mathbf {(R)} }=e^{i\mathbf {K_{1}} \cdot \mathbf {R} }\cdot e^{i\mathbf {K_{2}} \cdot \mathbf {R} }=1\cdot 1=1}
{\displaystyle e^{i\mathbf {(K_{1}-K_{2})} \cdot \mathbf {(R)} }=e^{i\mathbf {K_{1}} \cdot \mathbf {R} }/e^{i\mathbf {K_{2}} \cdot \mathbf {R} }=1}.
Ebből következik, hogy a reciprokrács-vektorok is zártak az összeadásra és kivonásra. Továbbá bármely reciprokrács-vektor kifejezhetó a reciprokrács primitív vektoraival:
{\displaystyle \mathbf {K} =k_{1}\mathbf {b_{1}} +k_{2}\mathbf {b_{2}} +k_{3}\mathbf {b_{3}} }.
A definíciója alapján látható, hogy egy {\displaystyle \mathbf {b_{i}} } reciprokrács bázisvektorra teljesül, hogy:
{\displaystyle \mathbf {b_{i}} \cdot \mathbf {a_{j}} =2\pi \delta _{ij}},
ahol {\displaystyle \delta _{ij}} a Kronecker-delta. Legyen R direkt rácsbeli vektor, mely szintén felírható a direkt rácsbeli bázisban:
{\displaystyle \mathbf {R} =n_{1}\mathbf {a_{1}} +n_{2}\mathbf {a_{2}} +n_{3}\mathbf {a_{3}} }.
A fentiekből látjuk, hogy:
{\displaystyle \mathbf {K} \cdot \mathbf {R} =2\pi (k_{1}n_{1}+k_{2}n_{2}+k_{3}n_{3})}.
A definíció szerint a reciprok-rácsvektoroknak teljesíteniük kell az alábbi összefüggést:
{\displaystyle e^{i\mathbf {K} \cdot \mathbf {R} }=1}
Ez akkor teljesül, ha a {\displaystyle \mathbf {K} \cdot \mathbf {R} } szorzat {\displaystyle 2\pi } egész számú többszöröse. Ez viszont teljesül, ugyanis {\displaystyle n_{i}\in \mathbb {Z} }, és {\displaystyle k_{i}\in \mathbb {Z} }. Azaz a reciprokrács szintén Bravais-rács. Továbbá ha a {\displaystyle \mathbf {K} } vektorok reciprokrácsot alkotnak, akkor bármely {\displaystyle \mathbf {G} } vektor, melyre teljesül, hogy
{\displaystyle e^{i\mathbf {G} \cdot \mathbf {K} }=1}
az reciprokrács reciprokrácsának vektora lesz. {\displaystyle \mathbf {K} } vektor meghatározásából, ha {\displaystyle \mathbf {G} } éppen egy {\displaystyle \mathbf {R} } direkt rácsvektor, akkor visszakapjuk, hogy:
{\displaystyle e^{i\mathbf {R} \cdot \mathbf {K} }=1}
Ebből pedig következik a bizonyítandó állítás.